# Adeligherii Liev
Adeligherii Liev (în rusă Адельгерий Амербиевич Лиев) (n. 16 martie 1942) este un profesor rus de medicină, care a fost ales ca membru de onoare al Academiei de Științe a Moldovei.